# Pontus Morén
Lars Pontus Morén (Umeå, 7 febbraio 1984) è un allenatore di hockey su ghiaccio ed ex hockeista su ghiaccio svedese naturalizzato italiano, di ruolo attaccante.

## Carriera
Ha giocato per la maggior parte della sua carriera nei campionati italiani, prendendo anche la nazionalità italiana. In massima serie ha vestito la maglia del Caldaro, mentre in seconda serie quelle di Vipiteno Broncos, Merano, Pergine, Valdifiemme e dello stesso Caldaro. Quando giocava col Pergine venne girato in prestito al HC Bolzano, con cui ha giocato sia il girone di semifinale che la Super Final della IIHF Continental Cup 2012-2013.
In patria aveva giocato nella HockeyAllsvenskan, la seconda serie, con IF Björklöven e Tegs SK (con cui ha disputato anche alcuni incontri in terza serie).
Ha inoltre giocato con i White Caps Turnhout con cui ha vinto il campionato belga di hockey su ghiaccio 2005-2006 e raggiunto la finale della coppa del Belgio, risultando il miglior marcatore sia dei play-off che della coppa nazionale. Ha giocato anche una stagione in Asia League Ice Hockey coi sudcoreani del Kangwon Land.
Dopo il ritiro nel 2021, ha intrapreso la carriera di allenatore: il primo incarico con una squadra senior è stato quello di assistente allenatore di Troy Barnes sulla panchina del Caldaro.
Nel 2022 è stato scelto come allenatore dell'Hockey Club Lakers, nel massimo campionato femminile italiano, assieme a Leo Targa.

## Palmarès

### Giocatore
- Campionato belga di hockey su ghiaccio: 1

Turnhout: 2005-2006
- Coppa Italia: 1

Merano: 2019-2020